# 9. konjeniška divizija (Avstro-Ogrska)
9. konjeniška divizija (izvirno nemško 9. Kavallerie-Division oz. nemško 9. Kavallerietruppen-Division) je bila konjeniška divizija avstro-ogrske kopenske vojske, ki je bila aktivna med prvo svetovno vojno.

## Poveljstvo
Poveljniki (Kommandanten)
- Leopold von Hauer: avgust 1914 - september 1915
- Theodor von Leonardi: september 1915 - junij 1916
- Albert von Le Gay von Lierfels: junij 1916 - november 1918